# Ca l'Orri (Caldes de Malavella)
Ca l'Orri és una masia del Veïnat de Dalt de Caldes de Malavella (Selva), situada molt a prop de Can Pla i Can Xiberta. És una obra inclosa en l'Inventari del Patrimoni Arquitectònic de Catalunya.

## Descripció
Té dues plantes i altres edificacions annexes. El teulat és a dues aigües amb teula àrab. La façana és arrebossada (a sota, mur de maçoneria). Les cantonades són de pedra escairada vista, i amb cadena cantonera formada per blocs de pedra picada. La porta principal és en arc de mig punt i grans dovelles; la secundària té les mateixes característiques però amb una petita motllura. Les finestres són rectangulars amb llinda, ampit i brancals de pedra. Actualment s'hi estan realitzant algunes reformes.